# Рычков, Борис Николаевич (композитор)
Бори́с Никола́евич Рычко́в (3 марта 1937, Москва — 24 сентября 2002, там же) — советский и российский композитор, джазовый пианист. Окончил Музыкальное училище им. Гнесиных (1957).

## Биография
Борис Николаевич Рычков родился 3 марта 1937 года в Москве.
В 1957 году окончил теоретическое отделение Музыкального училища им. Гнесиных. С юных лет увлекался джазом. В 1956 году принят в джаз-оркестр Центрального дома работников искусств (ЦДРИ), с которым выиграл джазовый конкурс на Московском Всемирном фестивале молодёжи и студентов (1957). Входил в ансамбль солистов «Восьмёрка».
Вскоре Борис Рычков стал одним из первооснователей советской профессиональной эстрады, руководил рядом музыкальных коллективов: (ансамбль «Весёлые тромбоны» (1957—1958), оркестром «Чанги» (1959—1969), аккомпанировал певице Гюлли Чохели.
Стал наставником для многих молодых музыкантов, в том числе для саксофониста В. Преснякова, теперь известного музыкальной общественности, как Владимир Пресняков-старший. В середине 1960-х годов участвовал, как пианист и лидер ансамбля, в джазовых фестивалях в Москве, Таллине и Праге. В 1970—1971 годы возглавлял московский биг-бэнд «Гармония» (ранее — вокально-инструментальный джаз-оркестр «ВИО-66» под управлением Юрия Саульского).
В 1972 году Рычков оставил джазовую сцену и обратился к композиторской деятельности. Написал музыку к 20 кинофильмам, сочинил более 100 песен, самой знаменитой из которых стала «Всё могут короли» на стихи Леонида Дербенёва в исполнении Аллы Пугачёвой.
Скончался 24 сентября 2002 года. Похоронен в Москве, на центральной площади Хованского Северного кладбища.

## Семья
Первая жена — Гюлли Чохели (род. 1935), советская и грузинская эстрадная певица, Заслуженная артистка Грузинской ССР (1967)
- Дочь — Динара Борисовна Рычкова (1961—2014), певица и композитор

Вторая жена — Юлия Борисовна Рычкова (монахиня Елизавета, 1936–2014), похоронена рядом с мужем
Жил в квартире на Ленинском проспекте, за универмагом «Москва».

## Творчество

#### Джазовые композиции
- «Доброе утро»
- «Размышление»
- «Странная любовь»

#### Фильмография
- 1974 — Требуется тигр (в соавторстве с Фирузом Бахором)
- 1978 — Театр Аллы Пугачёвой (фильм-спектакль)
- 1979 — Пена
- 1980 — Звёздный инспектор
- 1980 — Такие же, как мы!
- 1982 — Колокол священной кузни
- 1982 — Надежда и опора
- 1983 — Аукцион
- 1984 — Граждане Вселенной
- 1985 — Третье поколение
- 1989 — Светик
- 1990 — Ловкач и Хиппоза
- 1990 — По прозвищу Зверь
- 1990 — Савой
- 1991 — Мигранты
- 1991 — Самостоятельная жизнь
- 1991 — Ущелье духов
- 1992 — Ваш выход, девочки
- 1992 — Риск без контракта

#### Наиболее известные песни
- Акварели (О. Павлова), исп. ВИА «Акварели»
- Белый лебедь (А. Рустайкис), исп. Элина Васильчикова
- Белый пароход (Ю. Гуреев), исп. Маргарита Суворова
- Весёлая песенка (В. Равич), исп. Татьяна Анциферова
- Вопреки судьбе (Л. Дербенёв), исп. Нина Бродская
- Воспоминание (И. Кохановский), исп. София Ротару, Виктор Вуячич
- Всё могут короли (Л. Дербенёв), исп. Алла Пугачёва
- Гуси, гуси (Л. Дербенёв, И. Шаферан), исп.  София Ротару
- Здравствуй, жизнь (И. Шаферан), исп. Лев Лещенко и Людмила Ларина
- Любовь — огромная страна (Л. Дербенёв), исп. ВИА «Весёлые ребята», ВИА «Акварели»
- Моя Земля (И. Шаферан), исп. Леонид Белый
- Наше лето (Л. Дербенёв), исп. ВИА «Акварели»
- Не обещай (И. Шаферан), исп. Алла Пугачёва, ВИА «Здравствуй, песня»
- Невозможно (В. Харитонов), исп. Валерий Ободзинский
- Обида (И. Шаферан), исп. Светлана Резанова
- Откровение (Х. Боскан), исп. Владимир Мазенков
- Поймём потом (И. Шаферан), исп. группа «Диалог»
- Пока танцуют журавли (Л. Дербенёв), исп. Светлана Резанова
- Романс о жизни и смерти (П. Неруда), исп. Елена Камбурова
- Русская душа (Л. Дербенёв), исп. Лев Лещенко
- Рябина (В. Ноздрёв), исп. Нина Бродская
- Такие же, как мы (И. Шаферан), исп. Лев Лещенко
- Тринадцатый вагон (И. Шаферан), исп. Анатолий Шенберг